# Ariel V
Ariel 5 — орбітальна рентгенівська обсерваторія, спільний проект Британського та Американського космічних агентств (більш точно, Science Research Council, Британія, і GSFC/NASA, США). Передостанній супутник серії Ariel. Запущено 15 жовтня 1974 року з морської платформи Сан-Марко в Індійському океані.
Була призначена для точного визначення астрометричних положень рентгенівських джерел і вимірювання їх спектрів в діапазоні енергій до 40 кеВ. Обсерваторія стабілізувалася обертанням (період обертання близько 6 секунд). Інструменти обсерваторії працювали тільки на світлій стороні Землі, коли сонячні батареї обсерваторії були освітлені. Увійшла в щільні шари атмосфери і зруйнувалася 14 березня 1980.

## Інструменти
Чотири з 6 інструментів обсерваторії були спрямовані уздовж її осі обертання, два — були спрямовані в сторони і сканували небо.
Інструменти, спрямовані вздовж осі: 1) обертовий модуляційний колліматор (Rotation Modulation Collimator, RMC) дозволяв визначати положення рентгенівських джерел з точністю близько 2 вуглових хвилин, 2) пропорційний газовий лічильник високої роздільної здатності був призначений для побудови спектрів в 128 енергетичних каналах в діапазоні енергій 2 −30 кеВ, 3) поляриметр, що працює в діапазоні енергій 2-8 кеВ, 4) сцинтиляційний телескоп, для дослідження часової та спектральної поведінки джерел в діапазоні енергій до 40 кеВ.
Інструменти огляду неба: монітор всього неба (All-Sky Monitor, ASM) і інструмент небесного огляду (Sky Survey Instrument, SSI). Монітор всього неба працював в діапазоні енергій 3-6 кеВ за принципом камери-обскури (2 детектора по 1 см² кожен). Він дозволяв оглядати одночасно все небо за винятком смуги шириною 8 градусів навколо південного полюса обсерваторії. Монітор дозволяв виявляти яскравості транзієнтної події і будувати криві блиску яскравих джерел. Інструмент небесного огляду (SSI) складався з двох пар (LE і HE) пропорційних лічильників з ефективними площами близько 290 см².
Через витік газу з одного детектора він був вимкнений незабаром після початку роботи обсерваторії. Детектори були розташовані в екваторіальній частині апарата і сканували смуги розміром 20х360 градусів за кожен оборот супутника. Ефективні енергетичні діапазони детекторів 1.2-5.8 кеВ (LE) і 2.4-19.8 кеВ (HE), кожна пара детекторів мала колліматор, який обмежував поле зору розміром 0.75X10.6 градусів.

## Досягнення
- Відкрита емісійна лінія високоіонізованого заліза в випромінюванні скупченнях галактик, вперше переконливо показала, що рентгенівське випромінювання скупчень галактик народжується в гарячому міжгалактичному середовищі
- Отримано довготривалі криві блиску великого рядка джерел (архів  [Архівовано 13 жовтня 2014 у Wayback Machine.])
- Відкрито ряд яскравих рентгенівських Нових. Серед найвідоміших — рентгенівська Нова в сузір'ї Єдинорога Nova Mon 1975 (A0620-00)
- Отримано огляд неба з чутливістю, аналогічною чутливості огляду обсерваторії UHURU